# Sens giratoriu

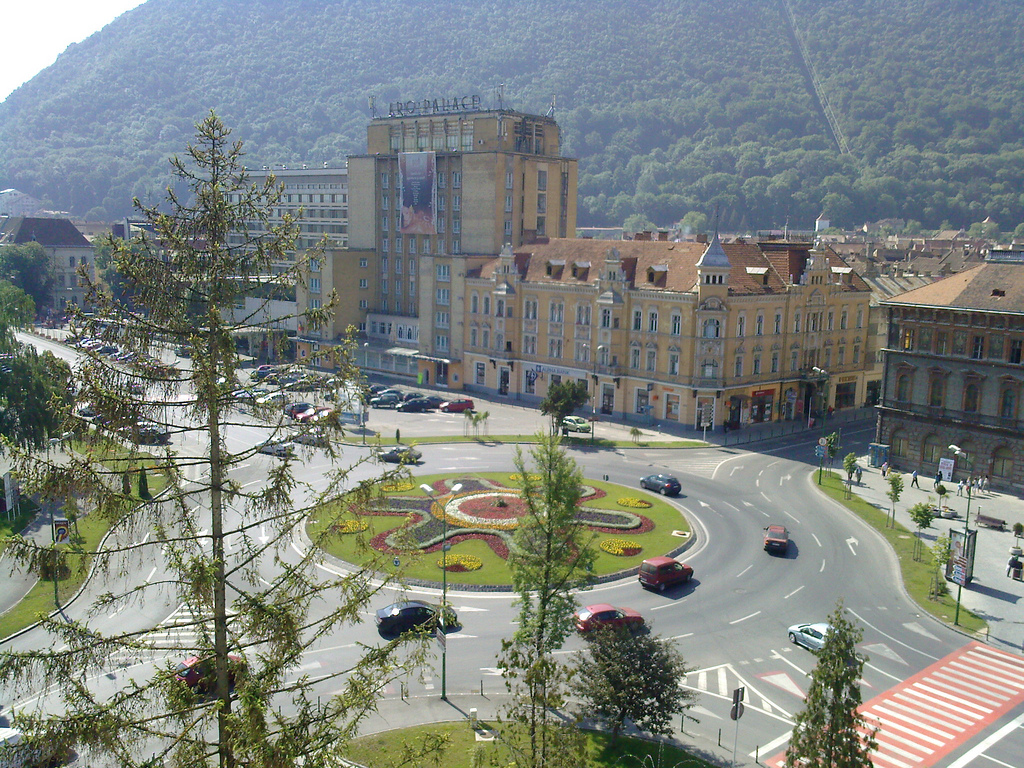
Sens giratoriu într-o intersecție din municipiul Brașov

Semnul unui sens giratoriu (Germania, 1971-prezent)

Un sens giratoriu este unul din mai multe tipuri de intersecții circulare sau intersecții unde traficul este încetinit și intră într-un ocol pe un singur sens în jurul unei insule centrale. Teoretic, aceste intersecții sunt denumite uneori „giratorii moderne", pentru a accentua diferențele față de tipurile mai vechi de sensuri giratorii care aveau caracteristici și reguli de circulație diferite. 
În țările unde automobilele circulă pe partea dreaptă, fluxul de trafic în jurul insulei centrale este în sens contrar acelor de ceasornic. În țările unde se circulă pe partea stângă, traficul merge în sensul acelor de ceasornic.
Statistic, sensurile giratorii sunt mai sigure pentru pietoni și șoferi decât intersecțiile tradiționale deoarece necesită viteze mici la intrarea în cerc, nefiind concepute pentru autostrăzi sau drumuri express. Când aceste tipuri de drumuri sunt refăcute să profite de avantajele sensurilor giratorii, câțiva pași sunt efectuați pentru a reduce viteza automobilelor înainte de intersecție.
Sensurile giratorii moderne sunt comune în Australia, Marea Britanie, Irlanda și Franța.  Jumătate din giratoriile din lume se găsesc în Franța (peste 30,000 în 2008).  Primul sens giratoriu modern din Statele Unite a fost construit în Summerlin, Nevada în 1990, iar de atunci, giratoriile au devenit din ce în ce mai comune în America de Nord.

## Utilizarea intersecției cu sensul giratoriu în România

### Legislația din România
Conform reglementărilor de circulație aplicabile în România, sensul giratoriu reprezintă o intersecție dirijată, iar suplimentar față de regulile aplicabile la intersecția dirijată, au prioritate vehiculele care circulă deja în interiorul sensului giratoriu. Oprirea voluntară este interzisă în interiorul intersecțiilor, inclusiv a celor cu sens giratoriu. Legiuitorul nu definește alte reguli de circulație suplimentare cu privire la utilizarea intersecției cu sens giratoriu, și deci se vor respecta regulile de circulație aplicabile unei intersecții dirijate.

## Legături externe
- Reglementări circulație rutieră: Regulament din 4 octombrie 2006
- Reglementări circulație rutieră: OUG nr. 195 din 12 decembrie 2002